# قهوة زعترة (مسرحية)
قهوة زعترة هي مسرحية فلسطينية من نوع المونودراما، وهو شكل من الأداء المسرحي يعتمد على ممثل واحد يروي الأحداث عبر الحوار. أخرج المسرحية الفنان الفلسطيني كامل الباشا، وأُنتجت من قبل مسرح البسمة في القدس. يقوم الفنان المقدسي حسام أبو عيشة بأداء الدور الوحيد في المسرحية، حيث يجسد قصة والده صالح، الذي عمل في أحد أشهر مقاهي البلدة القديمة بالقدس خلال القرن الماضي.

## قصة المسرحية
تسرد قهوة زعترة حكاية مقهى شهير في البلدة القديمة كان يعمل فيه والد الفنان حسام أبو عيشة بين عامي (1939-1979). كان المقهى شاهدًا على مراحل هامة من تاريخ القدس، بما في ذلك فترة احتلال المدينة في عام 1967. تعرض المسرحية أحداثًا اجتماعية جمعت المقدسيين من مختلف الفئات في تلك الفترة، وتتناول كيف تداخلت حياة حسام ووالده مع الأوضاع العامة والوطنية، إلى جانب شخصيات زبائن المقهى. تأخذ المسرحية الجمهور في رحلة عبر التاريخ من خلال الأزقة والحارات المقدسية، مسلطة الضوء على الشخصيات البارزة ودورها في قيادة المجتمع. تتنوع المشاهد بين المواقف الاجتماعية البسيطة والكوميدية، والتراجيدية الساخرة من واقع الاحتلال.

## الجوائز والتكريمات
حازت مسرحية قهوة زعترة على عدد من الجوائز في مهرجانات محلية وعربية، منها مهرجانات أقيمت في القدس، عمان، أبوظبي، وتونس. كما حازت جائزة أفضل ممثل عربي (بارز) في الدورة الرابعة لمهرجان قرطاج الدولي لمسرح المونودراما في تونس.